# Cupra Formentor

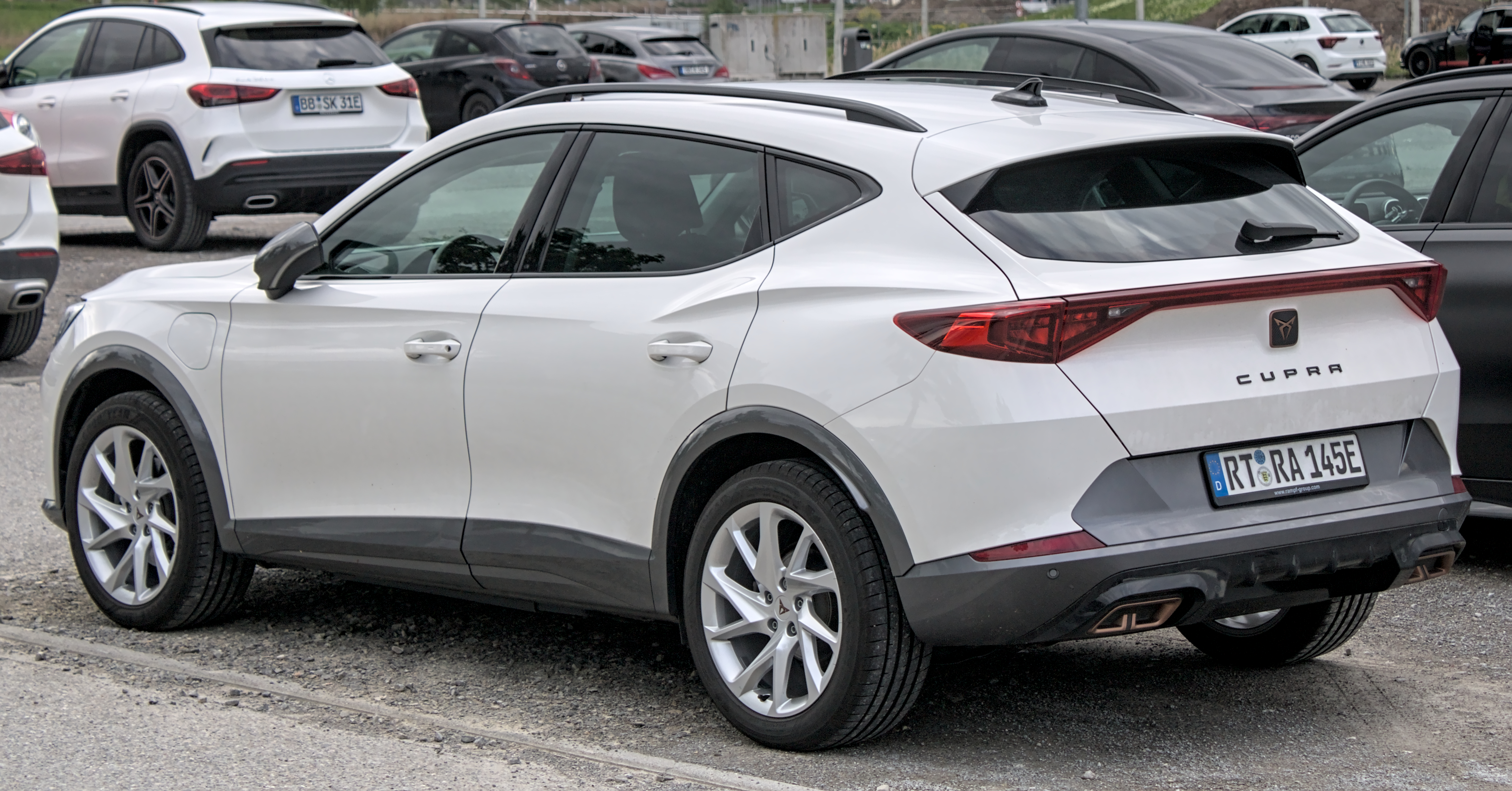
Vue de l'arrière

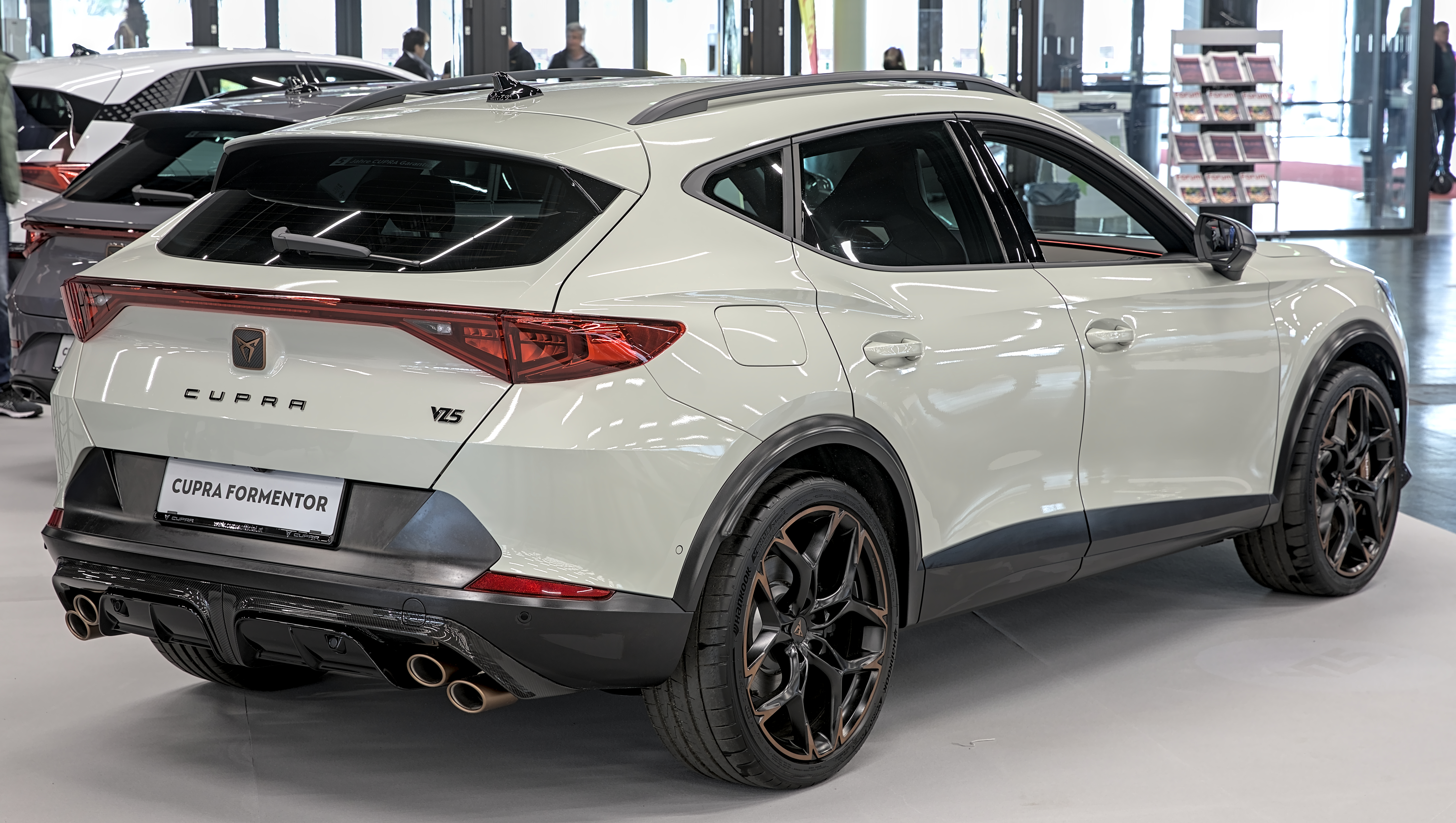
Cupra Formentor VZ5

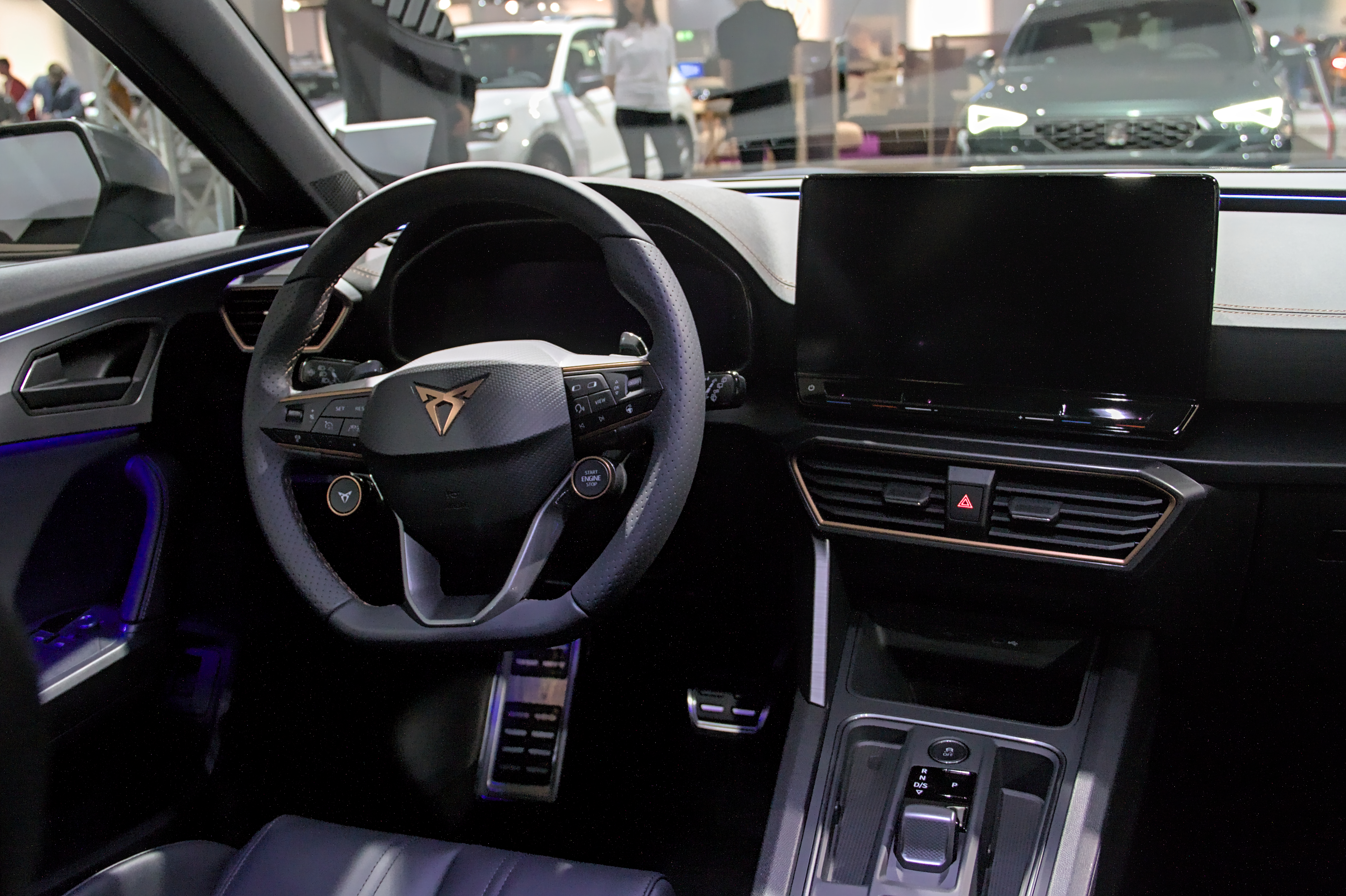
Intérieur

La Cupra Formentor est un SUV produit par le constructeur automobile espagnol Cupra à partir du second semestre 2020. Il est le second modèle du nouveau constructeur et le premier modèle inédit de la marque.

## Présentation
La Formentor devait être présentée le 3 mars 2020 au salon de Genève mais celui-ci a été annulé à cause de l'épidémie de coronavirus COVID-19. Elle est dévoilée virtuellement le 3 mars 2020. Elle tire son nom du cap de Formentor situé sur l'île de Majorque.
La Formentor est le second modèle produit par l'ancienne division sportive de Seat, après la Cupra Ateca en 2018 qui est dérivée de la Seat Ateca. Elle est aussi le premier modèle inédit, étudié et produit à 100 % par et pour la marque, sans équivalent chez Seat.

### Phase 2
La version restylée de la Formentor est présentée le 30 avril 2024 et adopte une nouvelle calandre ainsi qu'une nouvelle signature lumineuse triangulaire à LED. Sur le plan technologique, elle reçoit un nouveau système d'infodivertissement de 12,9 pouces. 

## Caractéristiques techniques
La Cupra Formentor hérite de la planche de bord de sa cousine León IV présentée en même temps par la marque mère Seat.

### Motorisations
La Formentor reçoit deux motorisations. Un 4-cylindres en ligne essence 2 litres (VZ 310) de 310 ch et 400 N m de couple et une motorisation essence hybride rechargeable constituée d'un moteur 4-cylindres en ligne 1.4 TSI 150 ch associé à un électromoteur de 115 ch pour une puissance cumulée de 245 ch et 400 N m de couple. Le moteur électrique est alimenté par une batterie lithium-ion d'une capacité de 13 kWh lui autorisant une autonomie de 50 km en tout électrique.
À partir d'octobre 2020, la Formentor peut recevoir un moteur 4-cylindres en ligne 1.5 TSI 150 ch associé à la boîte manuelle à 6 rapports ou à la boîte automatique à double embrayage et 7 rapports et uniquement en traction.
La Cupra Formentor peut également être équipée d'un moteur essence 2.0 TSI de 190 CV (cylindrée 1984 cm3, couple 320 Nm) associé à la boîte DSG7 en transmission 4 Drive. Puissance fiscale 10 CV, normes CO2 171g.
En février 2021, Cupra lance la version VZ5 (VZ pour veloz - vitesse en espagnol, et 5 pour le nombre de cylindres), limitée à 7 000 exemplaires pour le monde et équipée du 5-cylindres des Audi RS3 et RS Q3 de 390 ch,. La VZ5 est disponible avec trois teintes de carrosserie (Midnight Black, Magnetic Tech Matte et Petrol Blue Matte), et dispose de l'exclusivité de la teinte Taiga Grey.
| Logo de Cupra              | Cupra Formentor            | Cupra Formentor               | Cupra Formentor               | Cupra Formentor               | Cupra Formentor               | Cupra Formentor |
| Logo de Cupra              | 1.5 TSI 150                | 2.0 TSI 190                   | 2.0 TSI 245                   | 2.0 TSI 310                   | VZ5 390                       |                 |
| -------------------------- | -------------------------- | ----------------------------- | ----------------------------- | ----------------------------- | ----------------------------- | --------------- |
| Moteur                     | 4-cylindres essence        | 4-cylindres essence           | 4-cylindres essence           | 4-cylindres essence           | 5-cylindres essence           |                 |
| Alimentation               | Turbocompressé             | Turbocompressé                | Turbocompressé                | Turbocompressé                | Turbocompressé                |                 |
| Cylindrée (cm3)            | 1 498                      | 1 984                         | 1 984                         | 1 984                         | 2 480                         |                 |
| Puissance maximale ch (kW) | 150 (110)                  | 190 (140)                     | 245 (180)                     | 310 (228)                     | 390 (287)                     |                 |
| au régime de (tr/min)      |                            | 4200                          | 4300                          |                               |                               |                 |
| Couple maximal (N m)       | 250                        | 320                           | 370                           | 400                           | 480                           |                 |
| au régime de (tr/min)      |                            |                               |                               |                               |                               |                 |
| Boîte de vitesses          | Manuelle 6 rapports (BVM6) | Automatique 7 rapports (DSG7) | Automatique 7 rapports (DSG7) | Automatique 7 rapports (DSG7) | Automatique 7 rapports (DSG7) |                 |
| Transmission               | Traction                   | Intégrale (4Drive)            | Traction                      | Intégrale (4Drive)            | Intégrale (4Drive)            |                 |
| Vitesse maximale (km/h)    |                            | 220                           | 238                           | 250                           | 250                           |                 |
| 0-100 km/h (s)             |                            | 7,1                           | 6,8                           | 4,9                           | 4,2                           |                 |
| Consommation (L/100 km)    |                            | 7,6                           | 7,7                           | 8,5                           |                               |                 |
| Émissions de CO2 (g/km)    |                            | 172                           | 174                           | 192                           |                               |                 |
| Capacité du réservoir (L)  | 55                         | 55                            | 55                            | 55                            | 55                            |                 |
| Masse à vide (kg)          |                            | 1587                          |                               | 1 644                         |                               |                 |
| Norme environnementale     | Euro 6d                    | Euro 6d                       | Euro 6d                       | Euro 6d                       | Euro 6d                       | Euro 6d         |

### Aide à la sécurité
En 2021, la Cupra Formentor fait l'objet d'une évaluation par Euro Ncap qui lui attribue cinq étoiles avec un score de 80 % pour l'aide à la conduite. Le véhicule possède notamment des fonctions de surveillance de l’état des occupants, d'assistance au maintien sur la voie et d'AEB collision entre voitures.

## Finitions

### Série spéciale
- Première Edition[12]
  - Alarme antivol
  - Beats Audio
  - Jantes alliage 19’’ Black Copper
  - Grand toit ouvrant panoramique
  - Pack intérieur Copper avec inserts Dark Alu
  - Peinture mate Bleu Pétrole
  - Sièges baquets CUPRA en cuir Bleu Pétrole
  - Système de freinage sport BREMBO
  - Tapis de sol Premium CUPRA Bleu Pétrole

### Séries limitées
- VZ5, limitée à 7 000 exemplaires.
- VZ5 Taiga Gris Edition, limitée à 999 exemplaires en 2022[13].
- VZ5 Bat, limitée à 500 exemplaires en 2023[14].

## Concept car

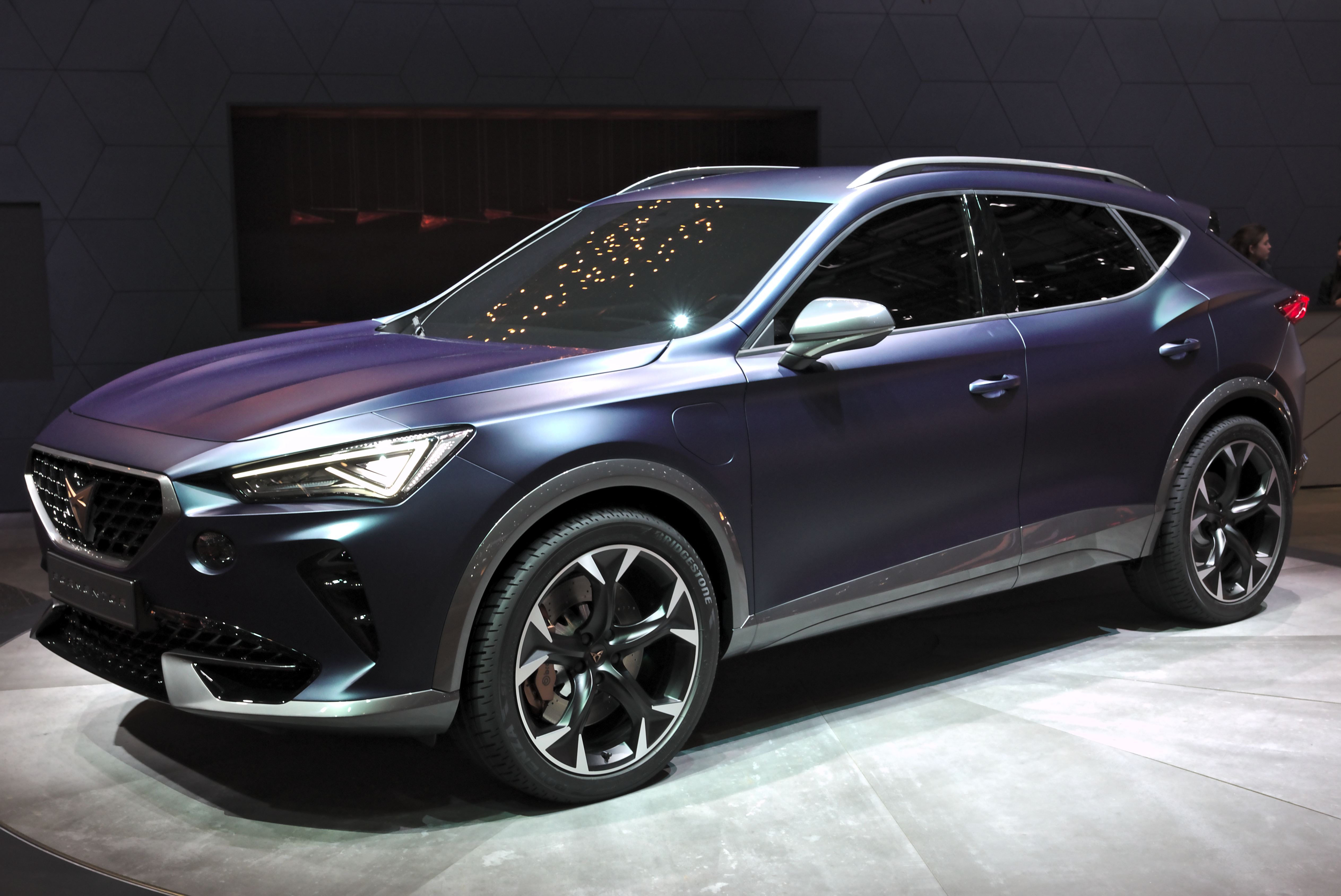
Cupra Formentor Concept à Genève

La Cupra Formentor est préfigurée par le Cupra Formentor Concept présenté le 22 février 2019 à l'occasion du premier anniversaire de la marque, puis exposé au salon international de l'automobile de Genève 2019. Le Cupra Formentor Concept est doté d'une motorisation essence hybride rechargeable développant 245 ch.